# シャルロット・カシラギ

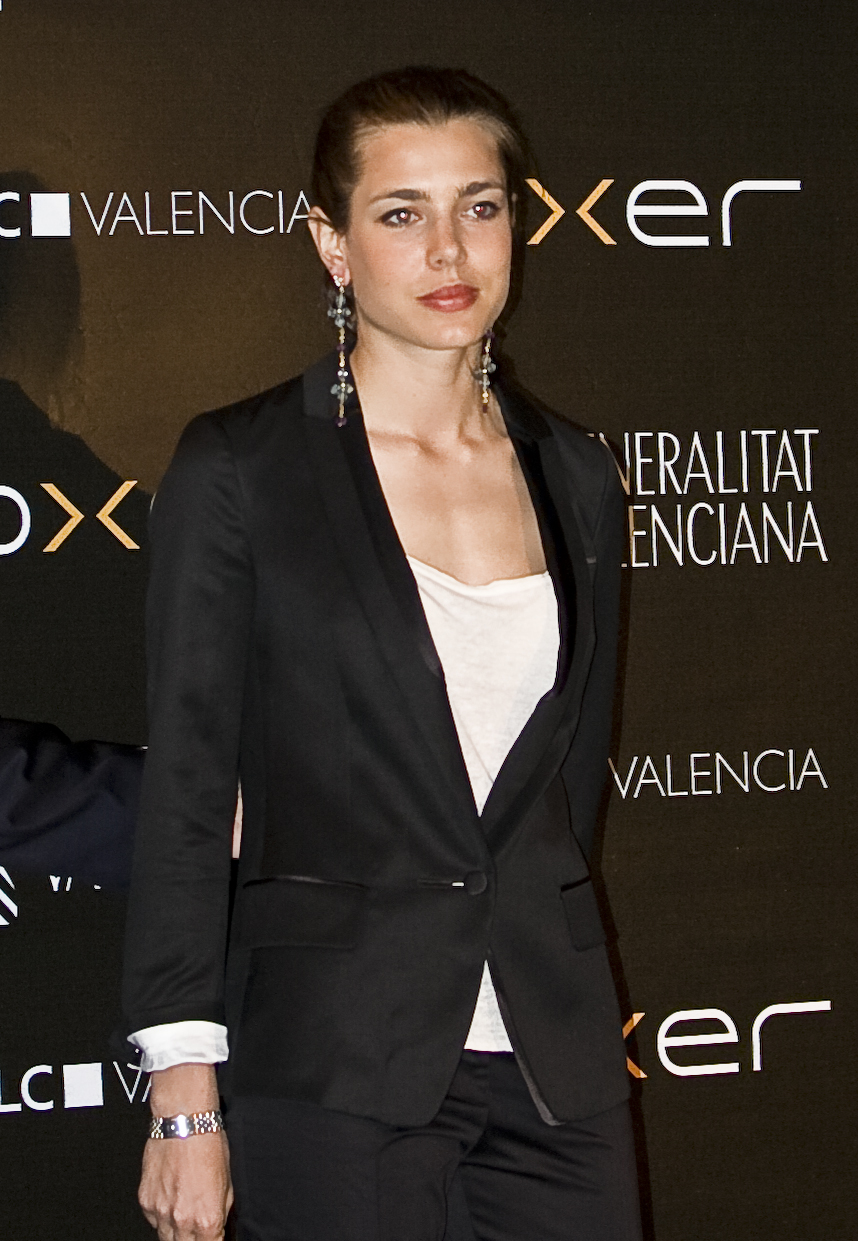
シャルロット・カシラギ

シャルロット・マリー・ポメリーヌ・カシラギ（Charlotte Marie Pomeline Casiraghi,1986年8月3日 - ）は、モナコ公国の人物。

## 来歴
父はイタリア人実業家ステファノ・カシラギ、母はモナコ公女カロリーヌ。母方の祖母はハリウッド女優のグレース・ケリー。
兄にアンドレア・カシラギ、弟にピエール・カシラギ、異父妹にアレクサンドラ・フォン・ハノーファーがいる。なおカシラギ兄妹は末妹アレクサンドラを除いてプリンスやプリンセスのタイトルは持っていない。
パリ＝ソルボンヌ大学（パリ第4大学）で哲学の学士号を取得、フランス語、英語、イタリア語に精通。
2012年、彼女が「グッチ（Gucci）」の新たなイメージモデルとして就任する。
2011年より俳優ガッド・エルマレと交際しており、2013年に長男ラファエルを出産したが、2015年に破局した。エルマレとは結婚しなかったため、ラファエルはモナコの公位継承権を持たない。
2017年より、映画プロデューサーのディミトリ・ラッサム（ジャン＝ピエール・ラッサムとキャロル・ブーケを両親に持つ）とパートナー関係にあり、2018年に次男バルタザールを出産している。その後、2019年にディミトリと結婚した。バルタザールは出生後に両親が結婚したため、異父兄と異なり、モナコの公位継承権を持つ。
| 上位 フランチェスコ・カシラギ | モナコの公位継承権者 継承順位第11位 | 下位 バルタザール・ラッサム |